# Joseph Owona
Pour les articles homonymes, voir Owona.
Joseph Owona, né le 23 janvier 1945 à Akom et mort le 6 janvier 2024 à Pessac (France),,,, est un professeur de droit et homme d'État camerounais.
Il est plusieurs fois ministre et membre du Conseil constitutionnel d'avril 2020 à janvier 2024. Considéré comme un parent de la nation camerounaise du fait de sa carrière et des services rendus à son pays, à sa mort, cas inédit dans l'histoire du Cameroun, près de 12000 personnes participent physiquement à ses obsèques dans son village natal et sa dépouille passe en procession dans quatre départements (le Mfoundi à Yaoundé ; la Mefou et Akono à Ngoumou, Akono et Mfida ; le Nyong et So'o à Ngomedzap ; et l'Océan à Kribi ) et dans deux régions (Centre et Sud) où les honneurs lui sont rendus par les peuples Ekang-Beti et d'ailleurs après avoir reçu des obsèques officielles décrétées par le président Paul Biya à qui il a toujours été fidèle jusqu'à sa mort.

## Biographie

### Enfance et débuts
Joseph Owona naît le 23 janvier 1945 à Akom dans le département de l'Océan (région du Sud, Cameroun). Il fait ses études supérieures à l’université de Yaoundé, puis en France à l'université Panthéon-Sorbonne. Il est titulaire d'une licence en droit, du DES en droit public, du DESS en sciences politiques, du doctorat d’État en droit public. Il est lauréat du concours français d’agrégation en droit public et en science politique.
Il commence sa carrière académique en tant qu'assistant à l’université Panthéon-Sorbonne de 1969 à 1972 puis à l’université de Yaoundé de 1972 à 1977 en qualité de chargé de cours au sein la faculté de droit et sciences économiques. Il occupe au même moment plusieurs postes de responsabilité dont celui de membre de l'Académie des sciences de la république du Cameroun, et régulièrement reçu comme professeur visiteur à l'Institut d'Afrique de l'Académie des sciences de l'URSS.
Joseph Owona a enseigné durant plus d'une cinquantaine d'années dans plusieurs universités africaines et du monde, et a été un jurisconsulte respecté dans plusieurs pays africains. Il est d'ailleurs l'architecte de plusieurs constitutions africaines de son temps, notamment en Afrique francophone où son expertise est régulièrement requises par les chefs d’État.
Il assure la fonction de chef du service de l'enseignement et de la recherche à l'université de Yaoundé en 1973, puis celle de chef du département de droit public en 1976. Il est nommé le 9 septembre 1976 directeur de l’Institut des relations internationales du Cameroun. Durant son passage, l'institut connait un rayonnement intellectuel fulgurant en Afrique. Il occupe la fonction jusqu'au 22 août 1983. Il devient ensuite chancelier de l’université de Yaoundé du 22 août 1983 au 13 septembre 1985. Joseph Owona est considéré comme le « père du constitutionnalisme au Cameroun », et a été de la première génération des juristes et jurisconsultes ayant essaimé la science du droit au Cameroun et en Afrique.

### Parcours politique
Ayant eu maille à partir avec le président Ahidjo du fait de ses positions intellectuelles progressistes proches du socialisme, et d'un article scientifique retentissant considéré comme une critique à l'endroit du pouvoir intitulé « L' institutionnalisation de la légalité d'exception dans le droit public camerounais » paru en 1974, le jeune juriste Owona fait partie des personnes observées de près par le pouvoir et les services de sécurité, notamment à cause de sa liberté de ton. Il a cependant comme protecteur Paul Biya, alors secrétaire général de la présidence de la République, cette proximité lui vaut d’échapper de peu à la répression.
Avec l'avènement de son mentor et protecteur Paul Biya au pouvoir en 1982, Joseph Owona gravit les échelons du pouvoir. Il a plusieurs fois été ministre, et est surnommé par l'opinion camerounaise « le sapeur-pompier », puisqu'en ce moment il bénéficie de la toute confiance du président Paul Biya qui lui confie les dossiers les plus sensibles et en fait un baron clé de son système. Réputé très légaliste et surtout rigide, il apparait toutefois comme un fidèle de Paul Biya qui lui a évité les geôles du président Ahidjo qui voyait d'un mauvais œil cet intellectuel libre et clairement à gauche, dans un contexte où lui même est proche du pouvoir de droite du général de Gaulle et de ses héritiers.
Il occupe la prestigieuse fonction de secrétaire général de la présidence de la République du 9 avril 1992 au 21 juillet 1994, ayant été avant cette promotion secrétaire général adjoint. Il a laissé l'image d'un homme rigoureux et intègre, même s'il lui a été reproché son tropisme identitaire, par des accusations de Seme Ndzana, philosophe camerounais, jamais prouvées. Dans les années 1990, il joue un rôle très remarqué dans le renforcement du pouvoir du président Paul Biya, bousculé par l'ouverture au multipartisme avec la montée en puissance de Ni John Fru Ndi, et la percée de l'Union nationale pour la démocratie et le progrès (UNDP) dans la partie septentrionale. Owona est alors mis à contribution par son mentor pour sélectionner les jeunes élites du septentrion favorables au président Paul Biya et lui conforter la reconquête de cet espace qui lui tient à cœur. Mission qu'il réussira, et qui ramènera dans le giron du pouvoir cette partie du pays nostalgique de l'ère du président Ahmadou Ahidjo.
Bien qu'étant un soutien de Paul Biya, il jouit d'une certaine crédibilité auprès de toute la classe politique camerounaise, notamment celle de l'opposition qui le considère davantage pour son intégrité et son rayonnement au sein du milieu universitaire où il compte des proches. Il est d'ailleurs proposé en 2008, par le chef de l'opposition camerounaise Ni John Fru Ndi, et le Cardinal Christian Tumi, premier cardinal de l'histoire du Cameroun, qui voit en lui une personnalité objective et crédible pour faire partie de la direction de la Commission électorale indépendante, qui verra le jour en 2006 sans lui sous le nom d'Élections Cameroun.
Au cours de son passage au gouvernement, il joue un rôle clé, avec d'autres personnalités telles que les gardes des Sceaux maître Douala Moutome, Amadou Ali, ou encore Maurice Kamto dont il fut l'enseignant sous la coordination du président Paul Biya dans le règlement du différend sur le tracé de la frontière terrestre et maritime qui oppose le Cameroun à la république fédérale du Nigeria avec en apothéose en 2006 la signature des accords de Greentree sous l'égide de la Cour internationale de justice (CIJ).
Dans sa carrière gouvernementale, Joseph Owona est nommé par Paul Biya aux diverses fonctions du pouvoir. En 1985, il est secrétaire général adjoint de la présidence de la République, puis ministre de la Fonction publique et du Contrôle de l’État du 16 mai 1988 au 7 septembre 1990. 
Entre le 7 septembre 1990 au 9 avril 1992, il est ministre de l’Enseignement supérieur, de l’Informatique et de la Recherche scientifique, par ailleurs chancelier des ordres académiques de la République du Cameroun.
Secrétaire général de la présidence de la République du 9 avril 1992 au 21 juillet 1994, il sera ensuite ministre de Santé publique (21 juillet 1994-19 septembre 1996), ministre délégué à la présidence de la République chargé du Contrôle supérieur de l’État (19 septembre 1996 – 7 décembre 1997 – 18 mars 2000) et ministre de l’Éducation nationale (18 mars 2000 – 8 décembre 2004).
Il devient très impopulaire du fait de sa rigueur en tant que ministre de l’Éducation nationale, avec des résultats désastreux au baccalauréat avec un pourcentage de 21 % de réussite, dans un contexte de préparation de l'élection présidentielle, l'opinion lui sera très défavorable. À ce propos il affirmera : « Les résultats du bac sont le reflet du niveau des candidats ».
Il a été membre titulaire élu du comité central du Rassemblement démocratique du peuple camerounais (RDPC), parti au pouvoir au Cameroun. 
Entre 2013 et 2015, il préside le comité de normalisation de la Fédération camerounaise de football (FECAFOOT) et fait preuve d'une intransigeance très appréciée par la FIFA, malgré une appréciation très mitigée de la part de l'opinion qui a du mal à accepter la rigueur de ce juriste chevronné, dans un pays où le football fait office de religion nationale.
Il est ensuite nommé par Paul Biya à sa sortie du gouvernement président du conseil d'administration de la Société de recouvrement des créances (SRC).
Sur le plan diplomatique, en 2018, Joseph Owona est désigné, aux côtés de l'ancien vice-président de la transition du Mali Dioncounda Traoré, par la Communauté économique des États de l'Afrique centrale à l'effet de diriger la mission d'observation des premières élections présidentielles ayant conduit à l'alternance démocratique dans ce pays avec l'élection de Félix Antoine Tshisekedi.
Considéré comme l'un des fidèles du président Paul Biya, et jouissant de l'image d'une personnalité n'ayant connu aucun scandale, ni accusation de détournement dans un pays où la corruption des politiques est largement décriée.
Le 15 avril 2020, il est nommé membre du conseil constitutionnel en remplacement de Jean Fouman Akame décédé.

### Famille
Marié et polygame, Joseph Owona est patriarche de la Tribu Mvog Tsung Mballa (Zomloa), une tribu Ewondo présente dans les régions du Centre et du Sud du Cameroun. Il est initié et choisi par le patriarche des Beti Mboudou Ngambong. Cette intronisation comme patriarche, léguée par celui qui fait office de plus ancien et du plus puissant patriarche Ekang-Beti au Cameroun, en présence des notabilités traditionnelles et mystiques Etenga en passant par les Etoudi, les Yezoum ; les Etons, et tous les grands groupes de la province du Centre représentés, est considérée par certains observateurs comme le début de l'effritement de ses rapports avec son mentor Paul Biya à qui il a pourtant toujours témoigné et affirmé sa fidélité.
Il est le parrain biologique et sociologique de plusieurs générations d'universitaires camerounais formés dans les sciences juridique et politique dont le Pr Maurice Kamto.
Il est le père de plusieurs enfants parmi lesquels : le politologue Eric Mathias Owona Nguini, vice-recteur de l'université de Yaoundé ; Kourra Félicité Owona Mfegue, professeure, avocate, experts des Nations unies et auteure de plusieurs ouvrages et roman ; Ngah Ondobo Owona magistrate présidente du tribunal d'Ekounou, juge d'instruction à Douala, présidente du tribunal de grande instance de Yaoundé, juge du tribunal pénal international Paris, membre de la Cour suprême ; Ben Joseph-Wladimir Owona, médecin de l'équipe de Basket de France et capitaine de l'équipe nationale de basket ball du Cameroun vice-championne d'Afrique en 2007.
À la suite de ses obsèques, son successeur traditionnel est publiquement désigné par les notabilités traditionnelles Tsung Mballa et Yanda en la personne de son fils ainé le professeur Mathias Eric Owona Nguini. Ce choix est d'ailleurs salué par des notabilités traditionnelles les plus en vue à l'Ouest Cameroun.

## Publications
- Les systèmes politiques précoloniaux au Cameroun, Paris, Éditions L'Harmattan, 2015, 114 p. (ISBN 978-2343072944, lire en ligne)
- Droits constitutionnels et institutions politiques du monde contemporain : étude comparative, Paris, Éditions L'Harmattan, 2010, 732 p. (ISBN 978-2-296-12846-0, lire en ligne)
- Droit international humanitaire, Paris, Éditions L'Harmattan, 2012, 216 p. (ISBN 978-2-336-00123-4, lire en ligne)
- Le contentieux administratif de la République du Cameroun, Paris, Éditions L'Harmattan, coll. « Droits africains et malgache », 2011, 232 p. (ISBN 978-2-296-55412-2, lire en ligne)
- Droit de la fonction publique camerounaise, Paris, Éditions L'Harmattan, coll. « Droits africains et malgache », 2011, 258 p. (ISBN 978-2-296-55413-9, lire en ligne)
- La Décentralisation camerounaise, Paris, Éditions L'Harmattan, coll. « Droits africains et malgache », 2011, 172 p. (ISBN 978-2-296-55409-2, lire en ligne)
- Encyclopédie juridique de l'Afrique (droit international et relations internationales), tome 2, (co-auteur).
- « L’essor du constitutionnalisme rédhibitoire en Afrique noire. Étude de quelques “constitutions Janus” », in Mélanges en l’honneur de P.-F. Gonidec. État moderne : horizon 2000 : aspects interne et externe, Paris, LGDJ, 1985, p. 235
- Owona, Joseph, publié dans Revue camerounaise de droit, Yaoundé : Éd. CLE, ZDB-ID 191174-0. - Vol. 6, 1974, p. 104-123.
- Droit constitutionnel et régimes politiques africains, Berger-Levrault, coll. Mondes en devenir, 1985,  (ISBN 978-2-7013-0617-9).
- Domanialité publique et expropriation pour cause d'utilité publique au Cameroun, Éditions L'Harmattan, Droits africains et malgache, 2012,  (ISBN 978-2-336-00124-1).
- La Nouvelle voie chinoise ou l'Air pur du soir, Berger-Levrault, Collection Mondes en devenir, 1986,  (ISBN 978-2-7013-0667-4)
- La République populaire démocratique de Corée : "Et pour vous, qui suis-je ?", broché, illustré, 2021, d'Edmond Jouve, avec les contributions de : Pierre Boudot, Bernard Chantebout, Derek Elzein, Marcelle Jouve, Frédéric Titinga Pacéré Naba.  (ISBN 234321607X)